# Arenal de Petrer
Arenal de Petrer este o arie protejată (sit de importanță comunitară — SCI) din Spania întinsă pe o suprafață de 1,02 ha, integral pe uscat.

## Localizare
Centrul sitului Arenal de Petrer este situat la coordonatele 38°30′39″N 0°46′47″W / 38.5107°N 0.7796°V.

## Înființare
Situl Arenal de Petrer a fost declarat sit de importanță comunitară în iulie 2001 pentru a proteja un număr necunoscut de specii din flora spontană și fauna sălbatică aflate în arealul zonei.

## Biodiversitate
Situată în ecoregiunea mediteraneană, aria protejată conține 1 habitat natural: Dune cu vegetație ierboasă Malcolmietalia.
La baza desemnării sitului se află un număr nedeclarat de specii protejate.
Pe lângă speciile protejate, pe teritoriul sitului au mai fost identificate 3 specii de plante.